# نيشي- شينجوكو
نيشي- شينجوكو (باليابانية : 西新宿) هي عبارة عن مجموعة ناطحات السحاب في منطقة الأعمال المركزية تقع في شينجوكو , طوكيو , اليابان . هذه المقاطعة تُدعي سابقاً بأسم تسونوهازو (باليابانية : 角筈).

ناطحات سحاب نيشي شينجوكو

تعد نيشي- شينجوكو بمثابة الغزوة الكبري في مدينة طوكيو لبناء ناطحات السحاب مع ظهورها لأول مرة في السبعينيات القرن المنصرم مع بناء كيو بلازا إنتركونتيننتال. الذي يعد مبنى حكومة مدينة طوكيو مقر حكومة مدينة طوكيو .
يستمر التقدم في بناء نيشي- شينجوكو ، التي تتجه بعيدًا عن وسط المدينة ولديها موقع إعادة تطوير Nishi-Shinjuku 3-Chōme المقترحة ، مع خطط لبناء شاهق الأرتفاع ليصبح ثلاثة من أعلى أربعة مبانٍ في اليابان.

## اقتصاد
يحتوي نيشي- شينجوكو علي الكثير من المباني التي تعد مقراً لكبري الشركات في اليابان مثل شركة لايف دور و شركة أتش . أي . أس و شركة سيكو ايبسون و غيرها . 

## ناطحات سحاب

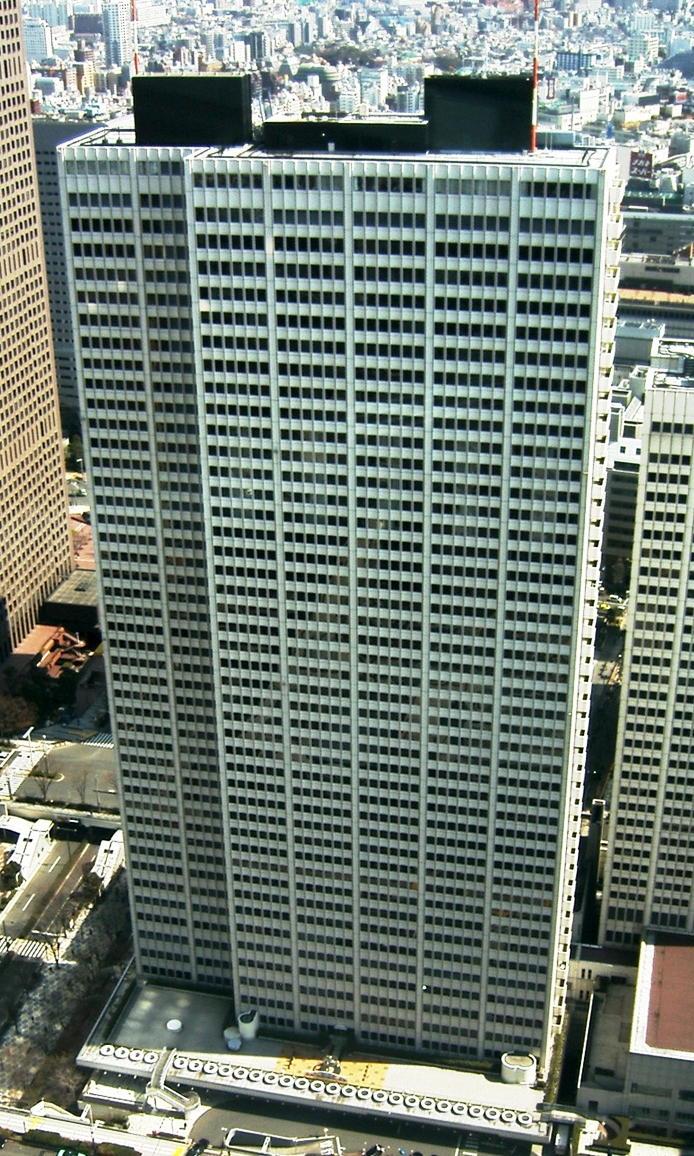
فندق كيو بلازا (1971)
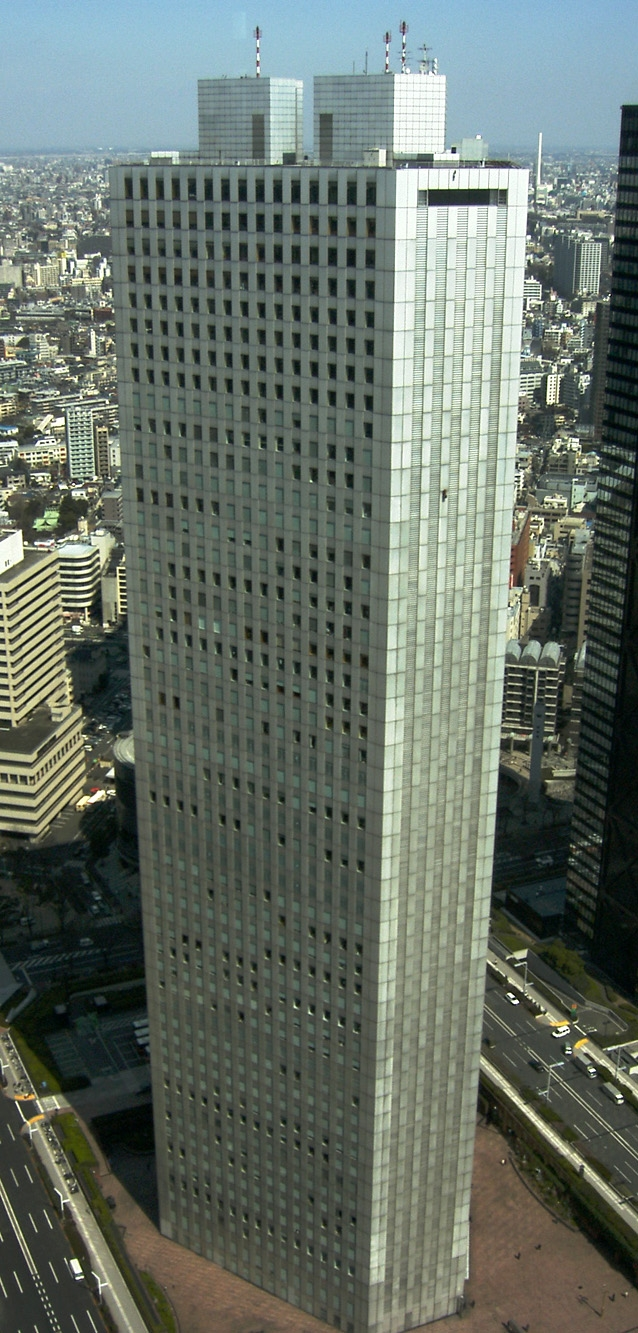
مبنى شينجوكو سوميتومو (1974)
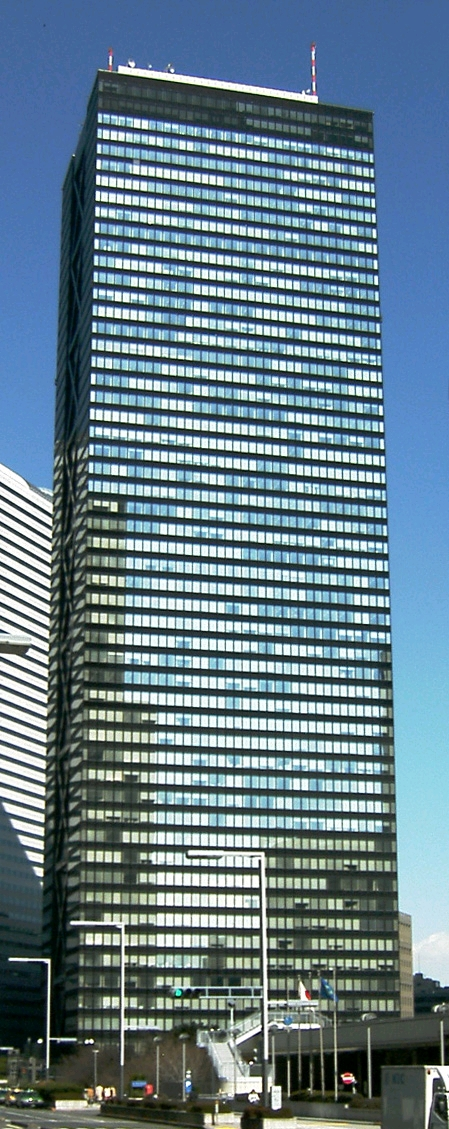
مبنى شينجوكو ميتسوي (1974)
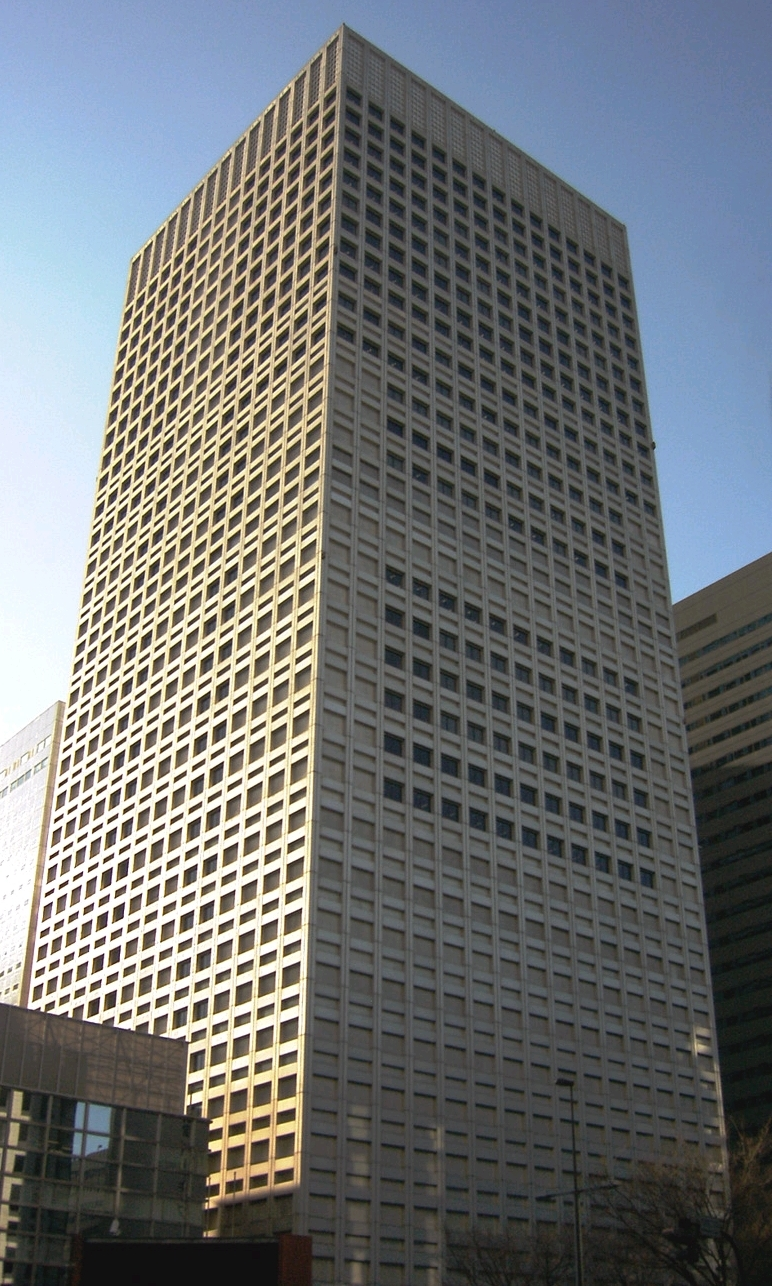
مبنى Shinjuku KDDI (1974) (مبنى KDD السابق لهونشا)
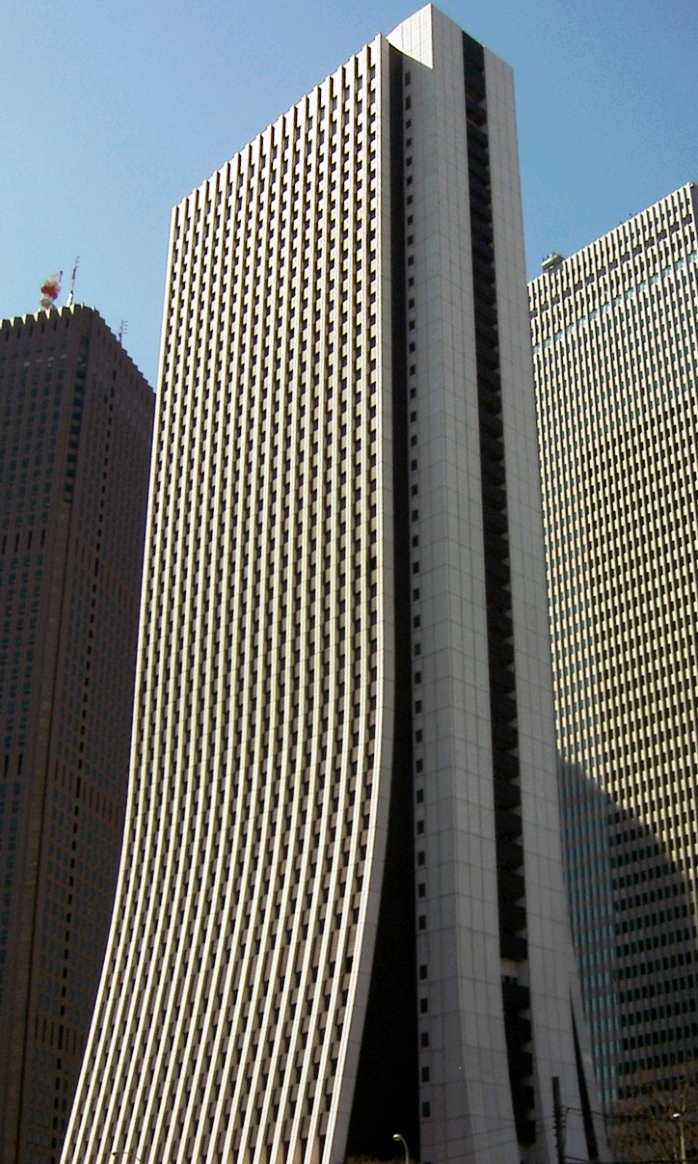
مبنى شينجوكو سومبو اليابان (1976) (مبنى ياسودا كاساي كيجو السابق)
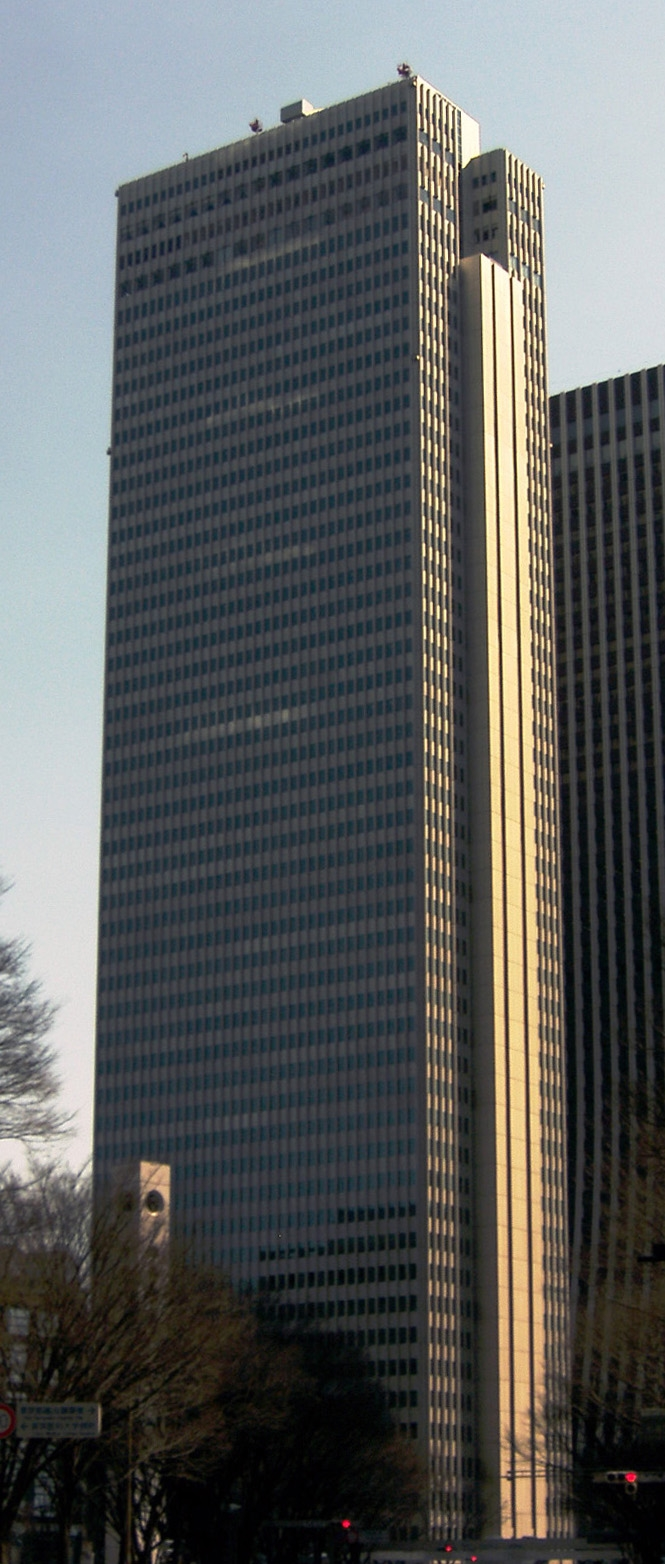
مبنى شينجوكو نومورا (1978)
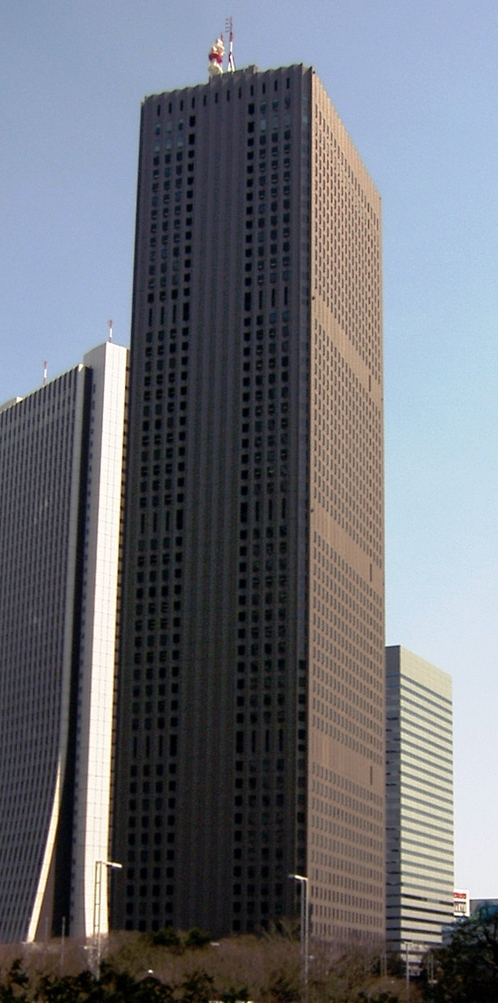
مبنى مركز شينجوكو (1979)
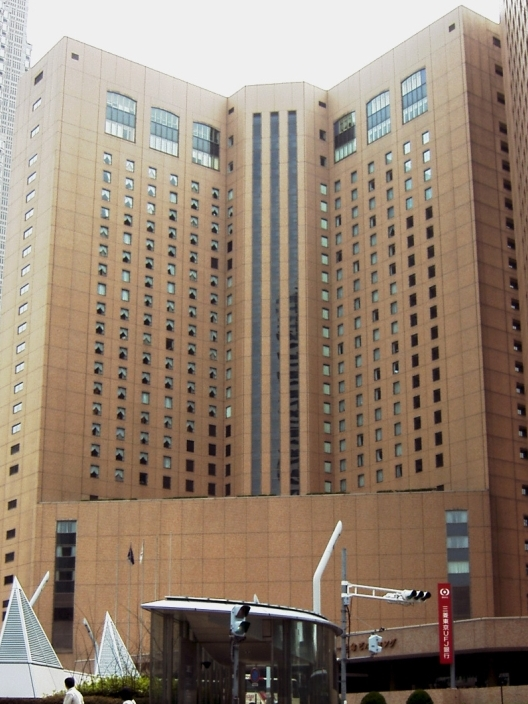
حياة ريجنسي طوكيو (1980)
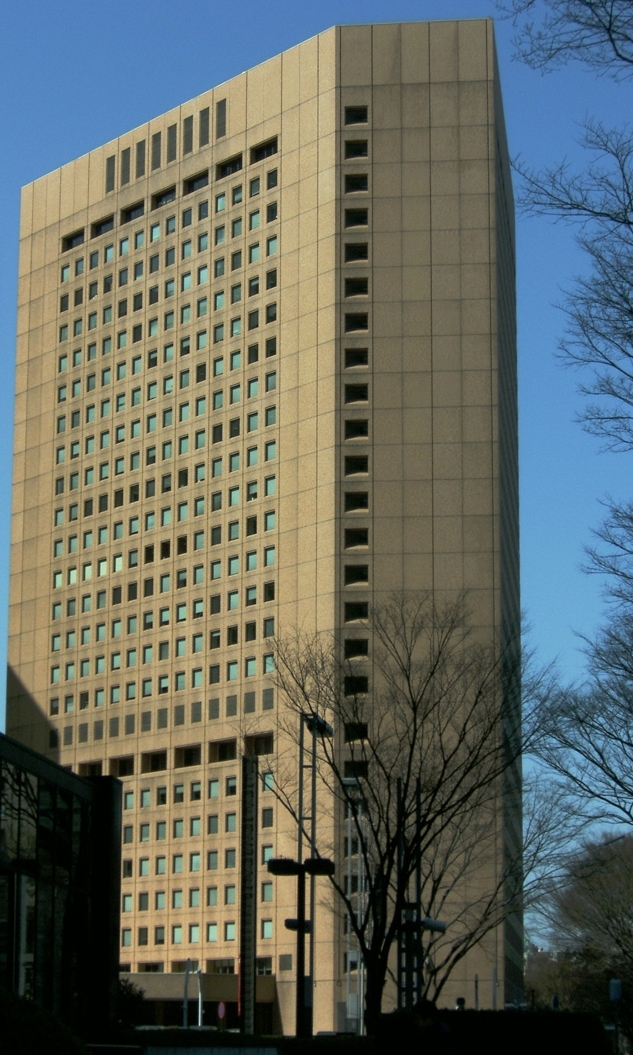
Odakyu Dai-ichi-Seimei (مبنى شينجوكو داي-إيتشي-سيمي سابقًا) (1980)
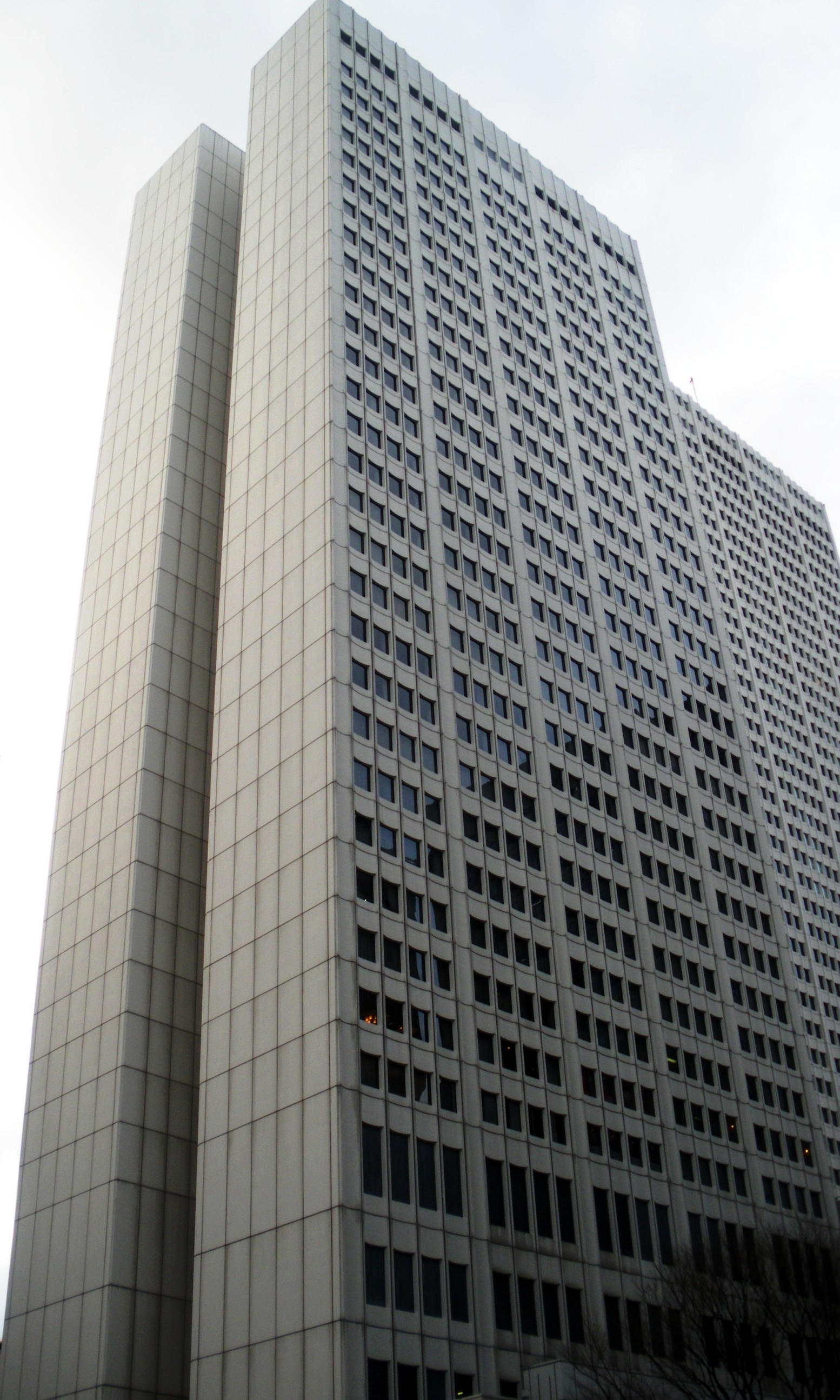
البرج الجنوبي ، فندق كيو بلازا (1980)
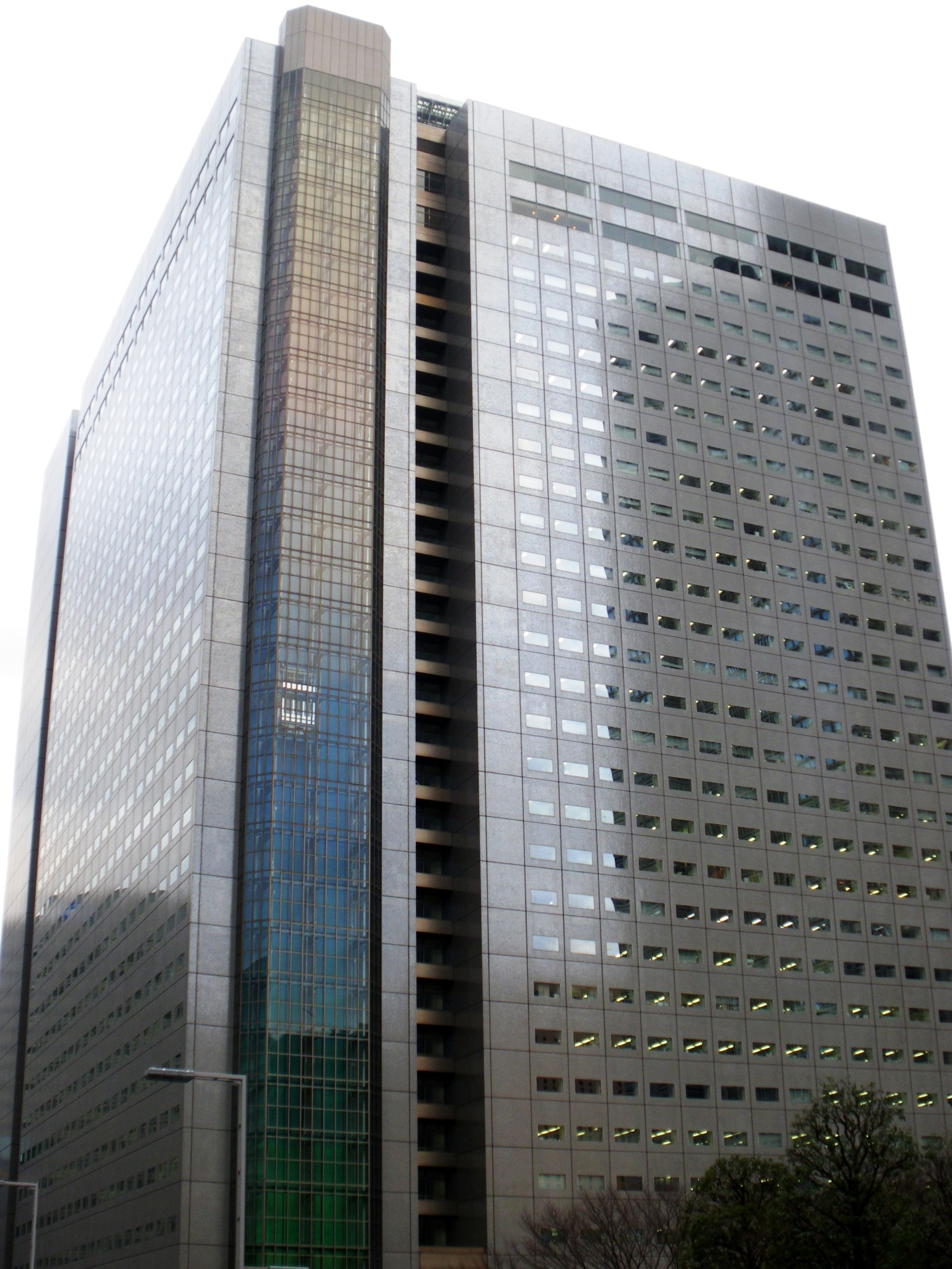
مبنى Shinjuku NS (1982)
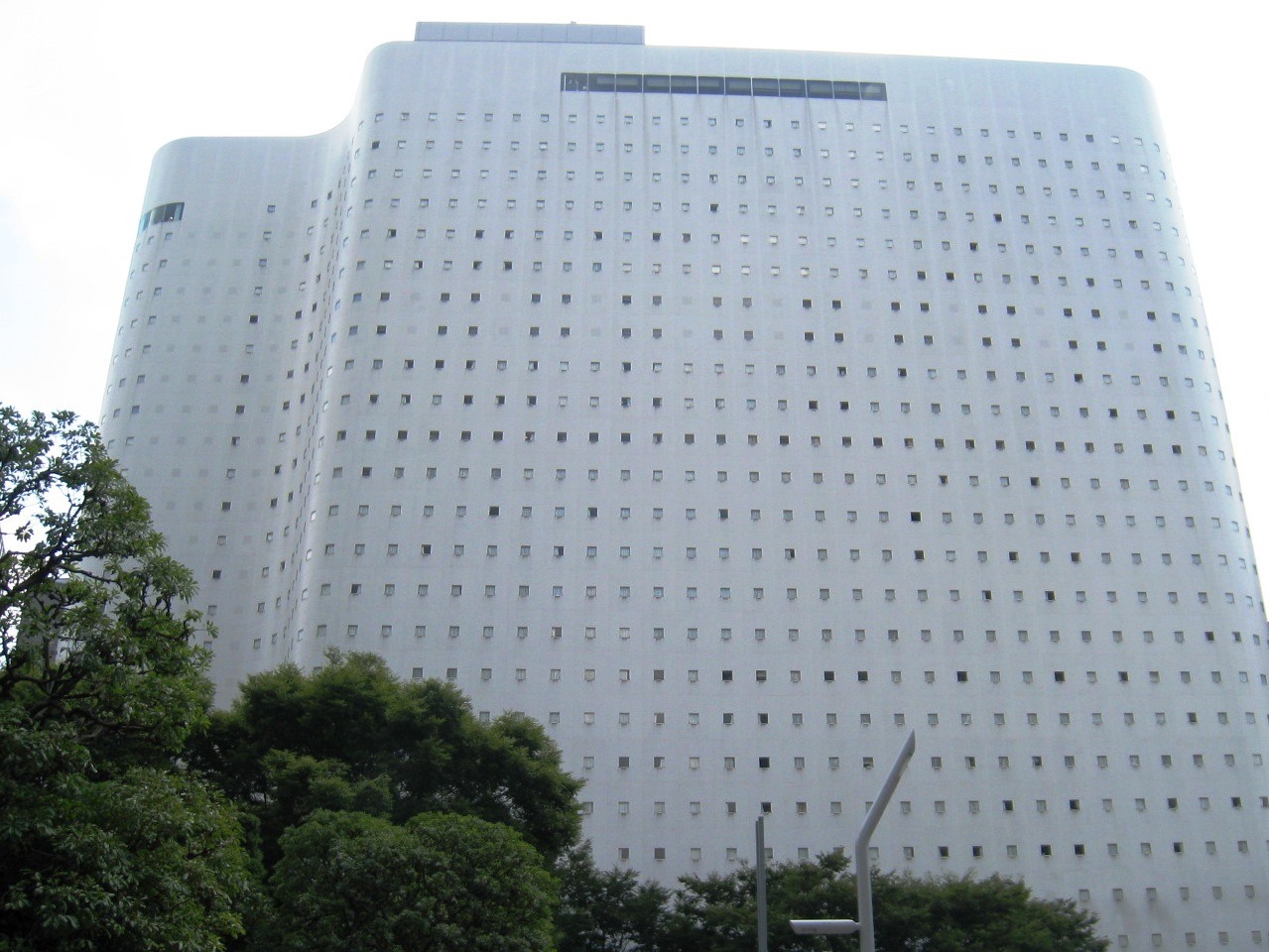
فندق شينجوكو واشنطن (1983)
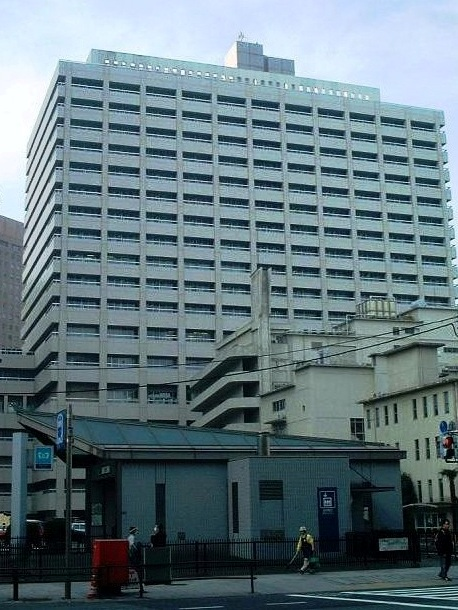
مستشفى جامعة طوكيو الطبية (1986)
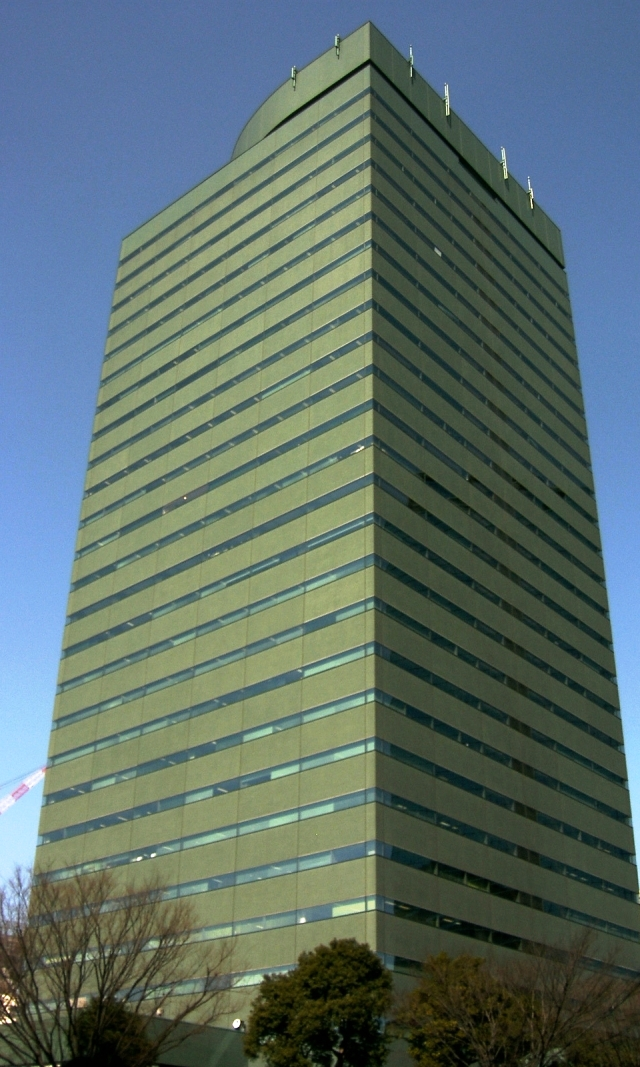
شينجوكو جرين تاور (1986)
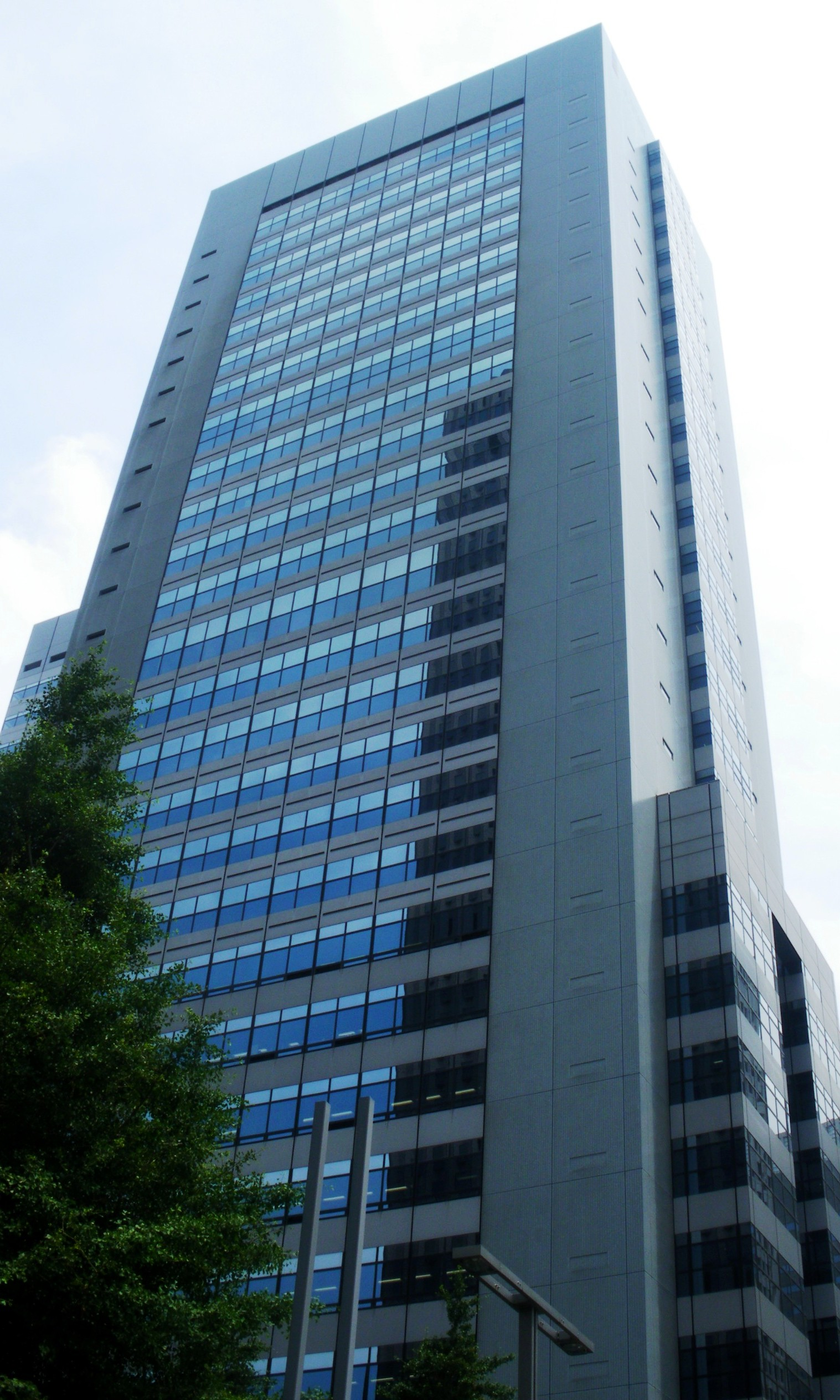
مبنى الحرم الجامعي S-Tec Kougakuin (1989)
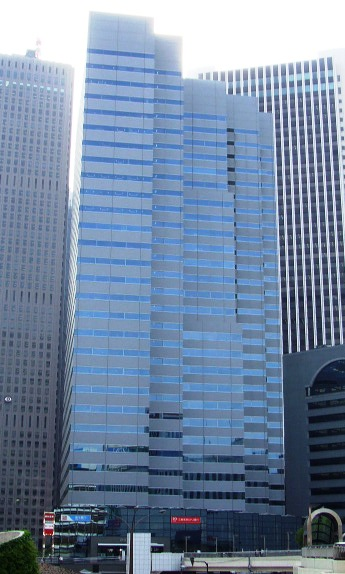
برج شينجوكو إل (1990)
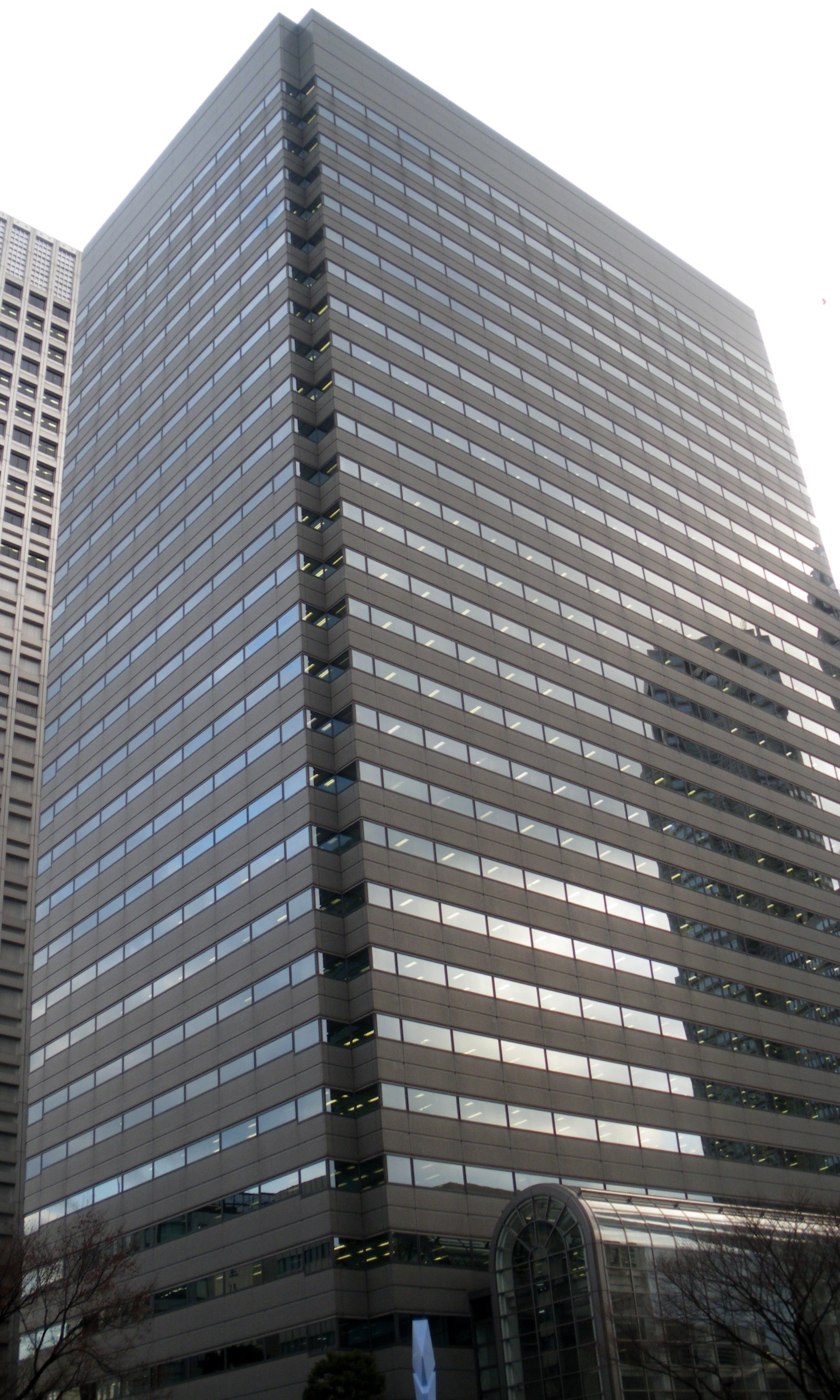
مبنى شينجوكو مونوليث (1990)
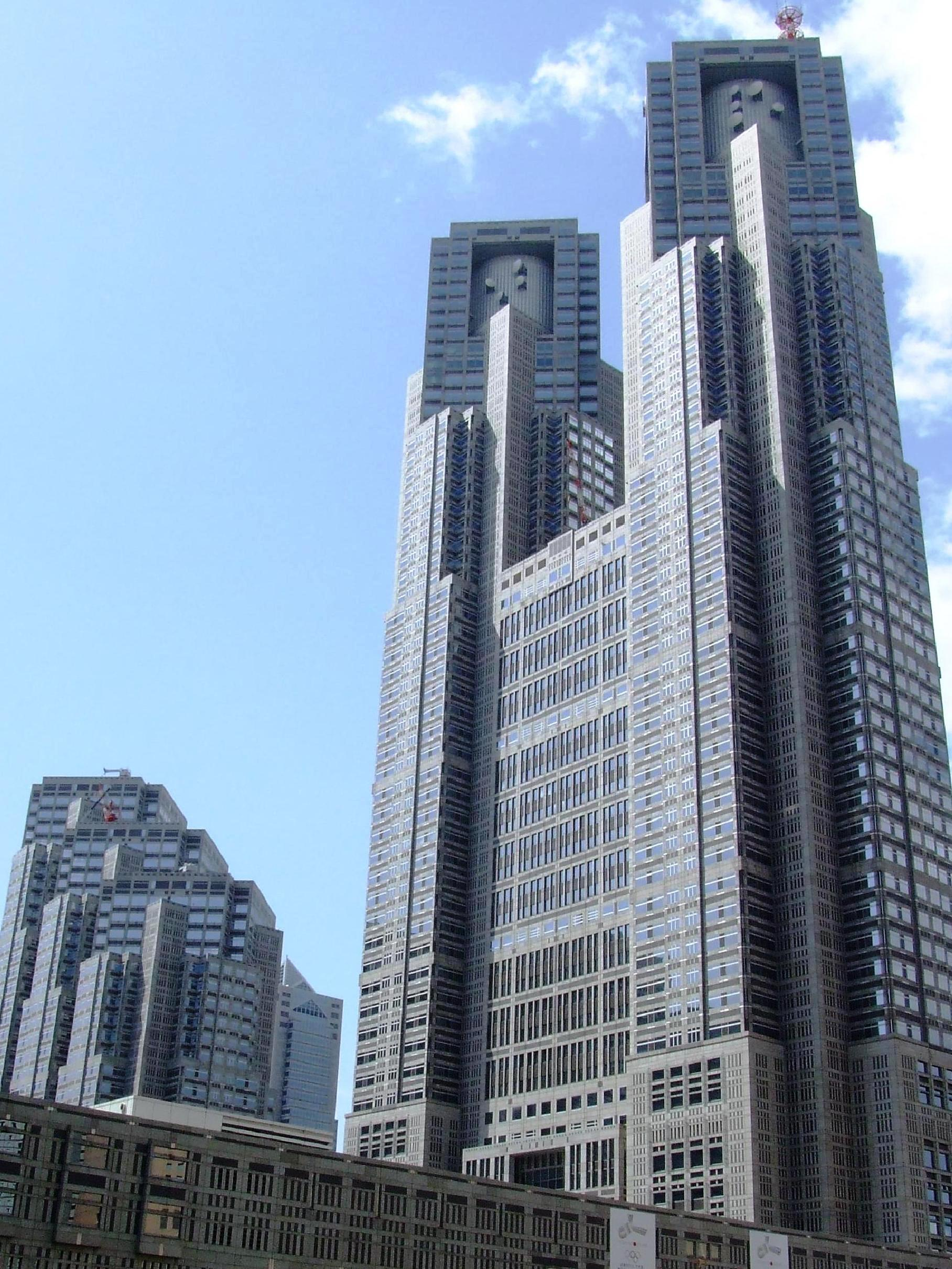
مبنى حكومة مدينة طوكيو (1991)
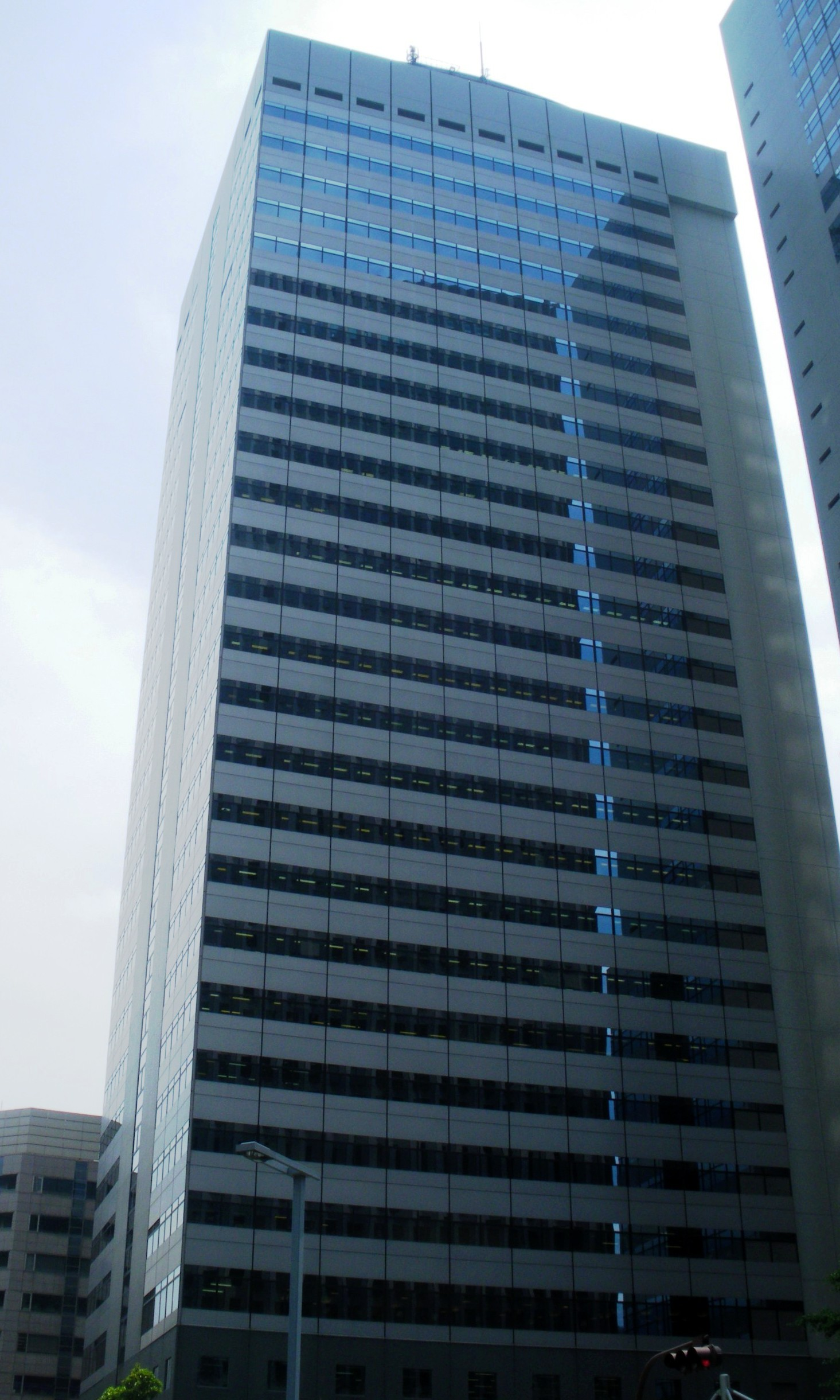
مبنى S-Tec Jouhou (1992)
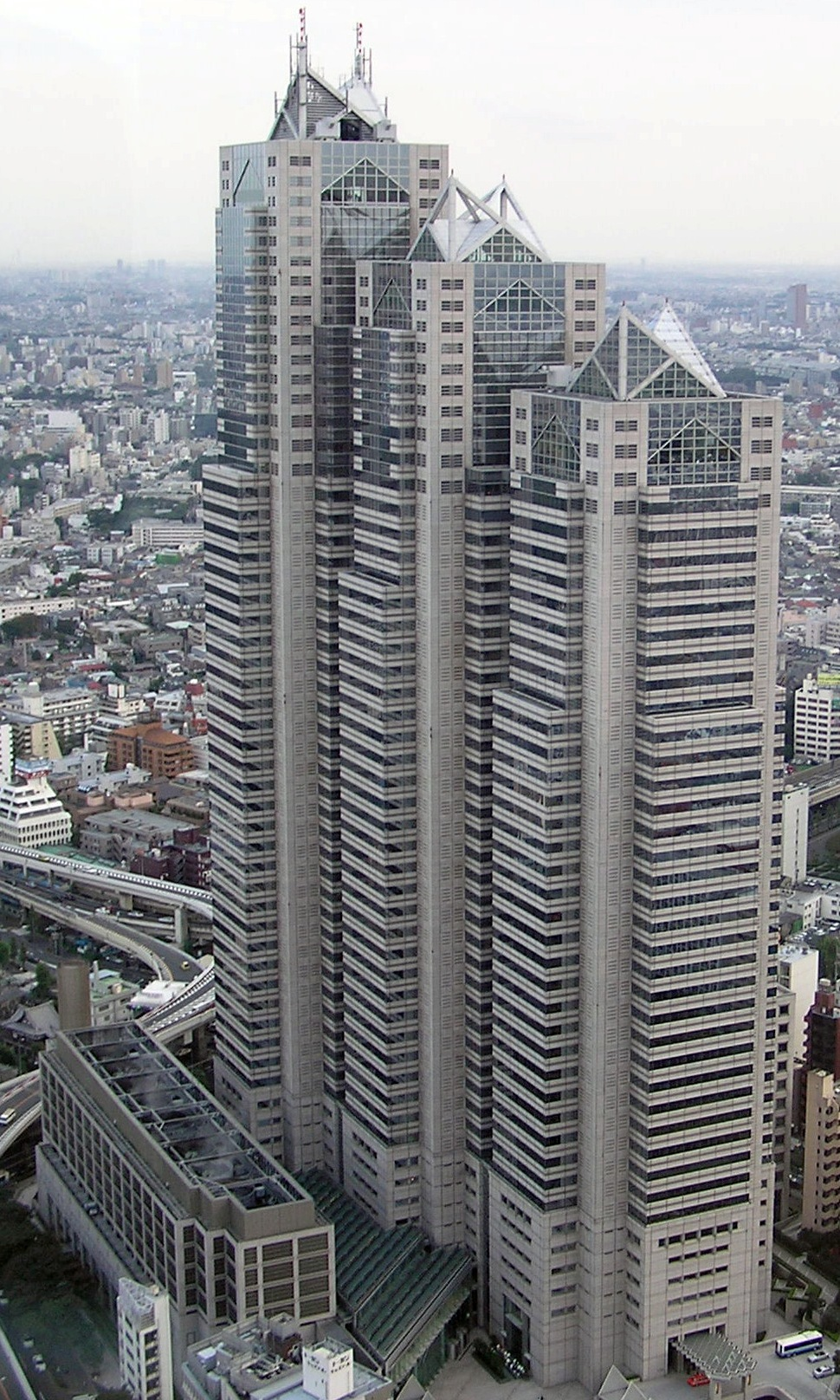
برج شينجوكو بارك (1994)
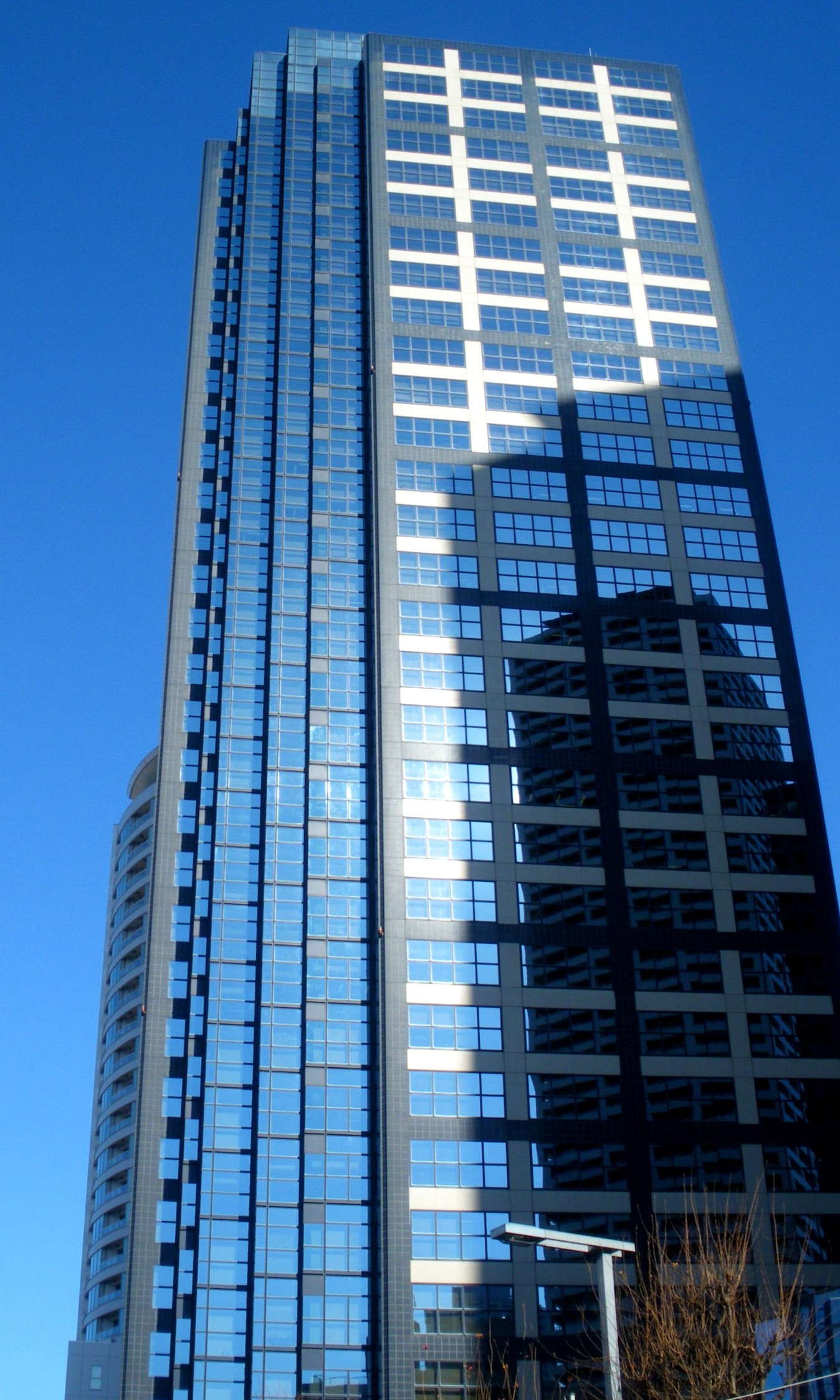
ميدان شينجوكو آي تاون (1994)
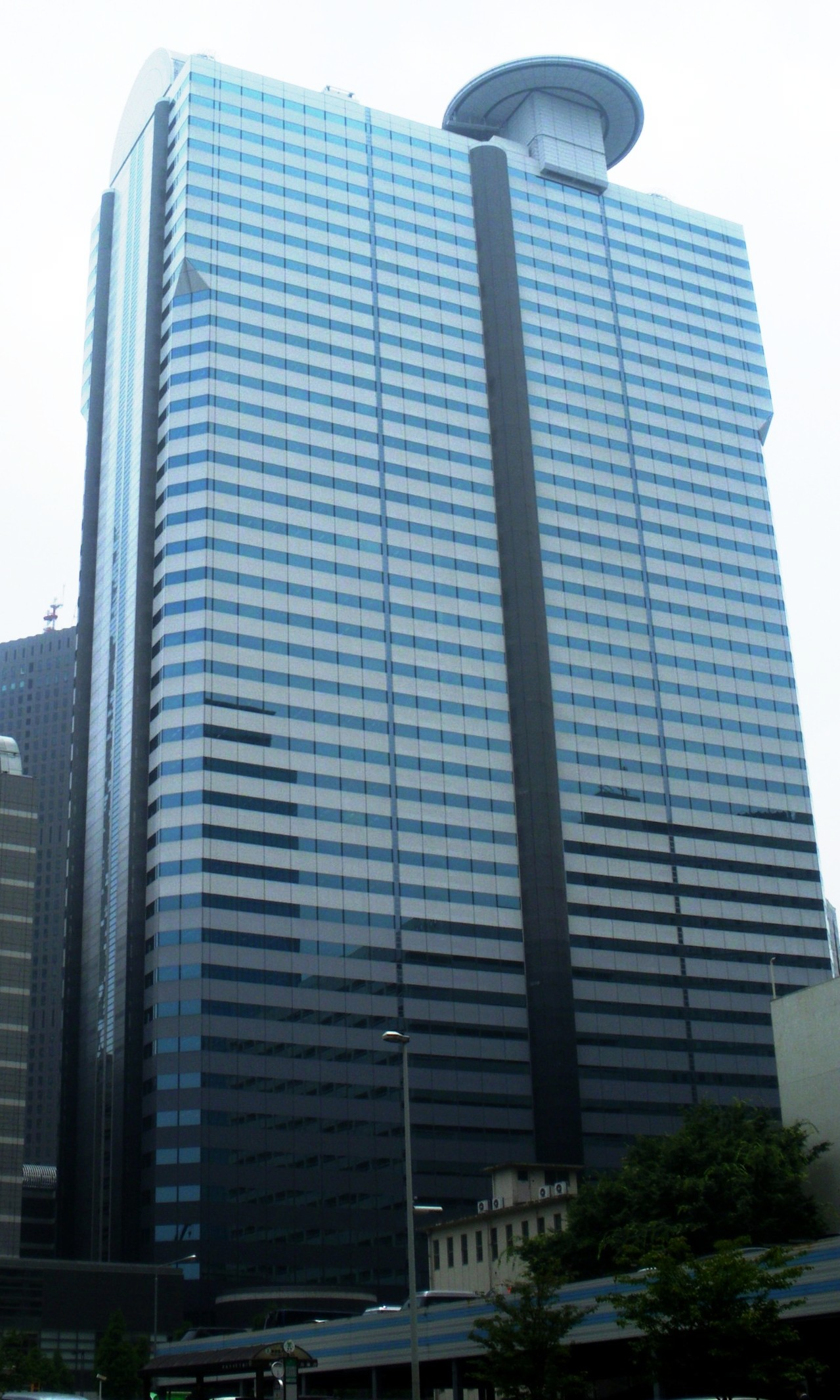
برج شينجوكو الأول (1994)
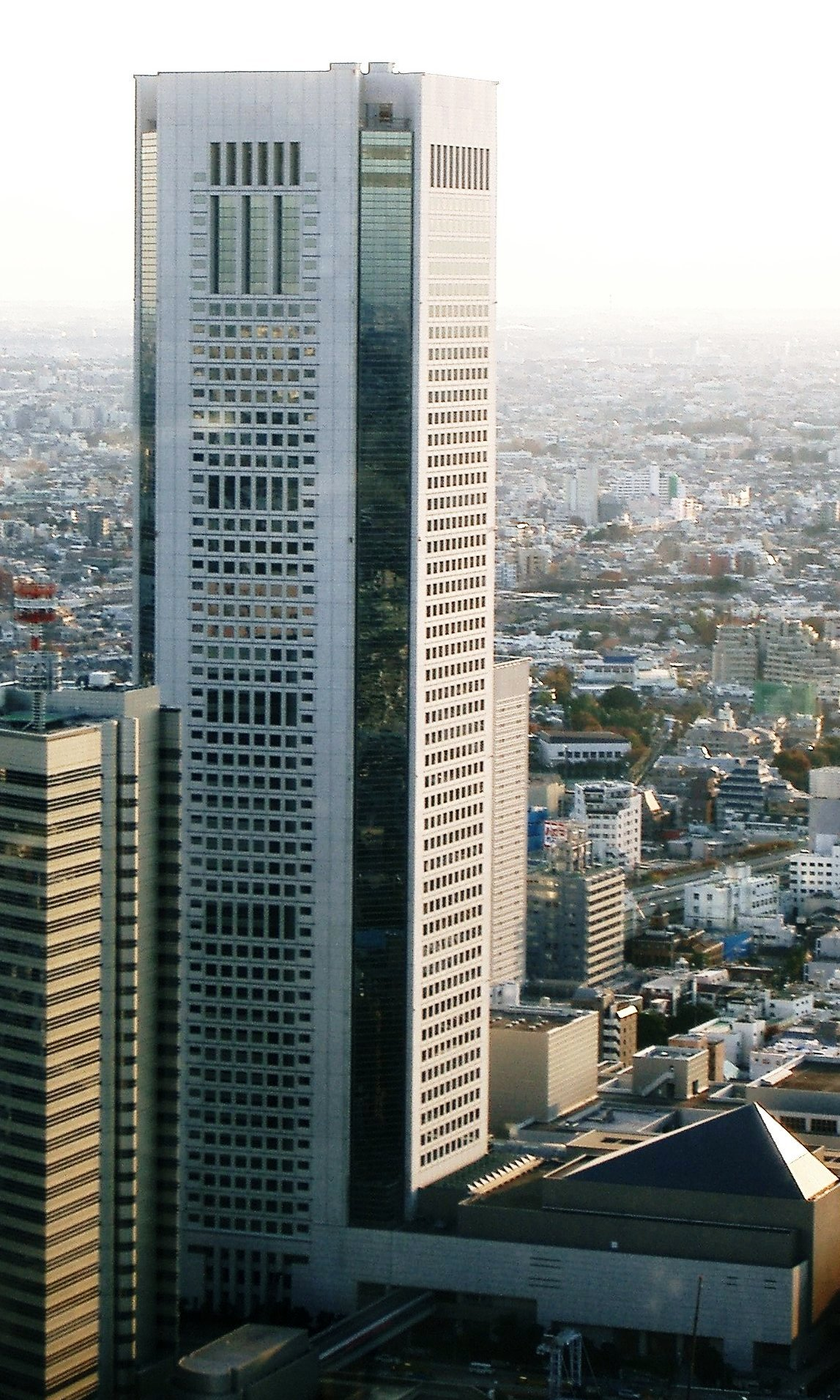
برج أوبرا طوكيو (1996)
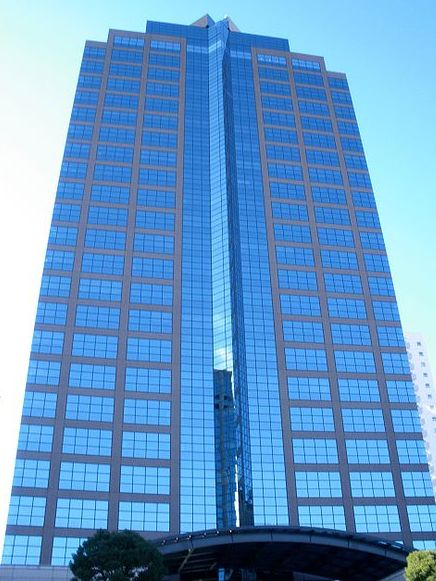
مبنى نيشي شينجوكو ميتسوي (1999)
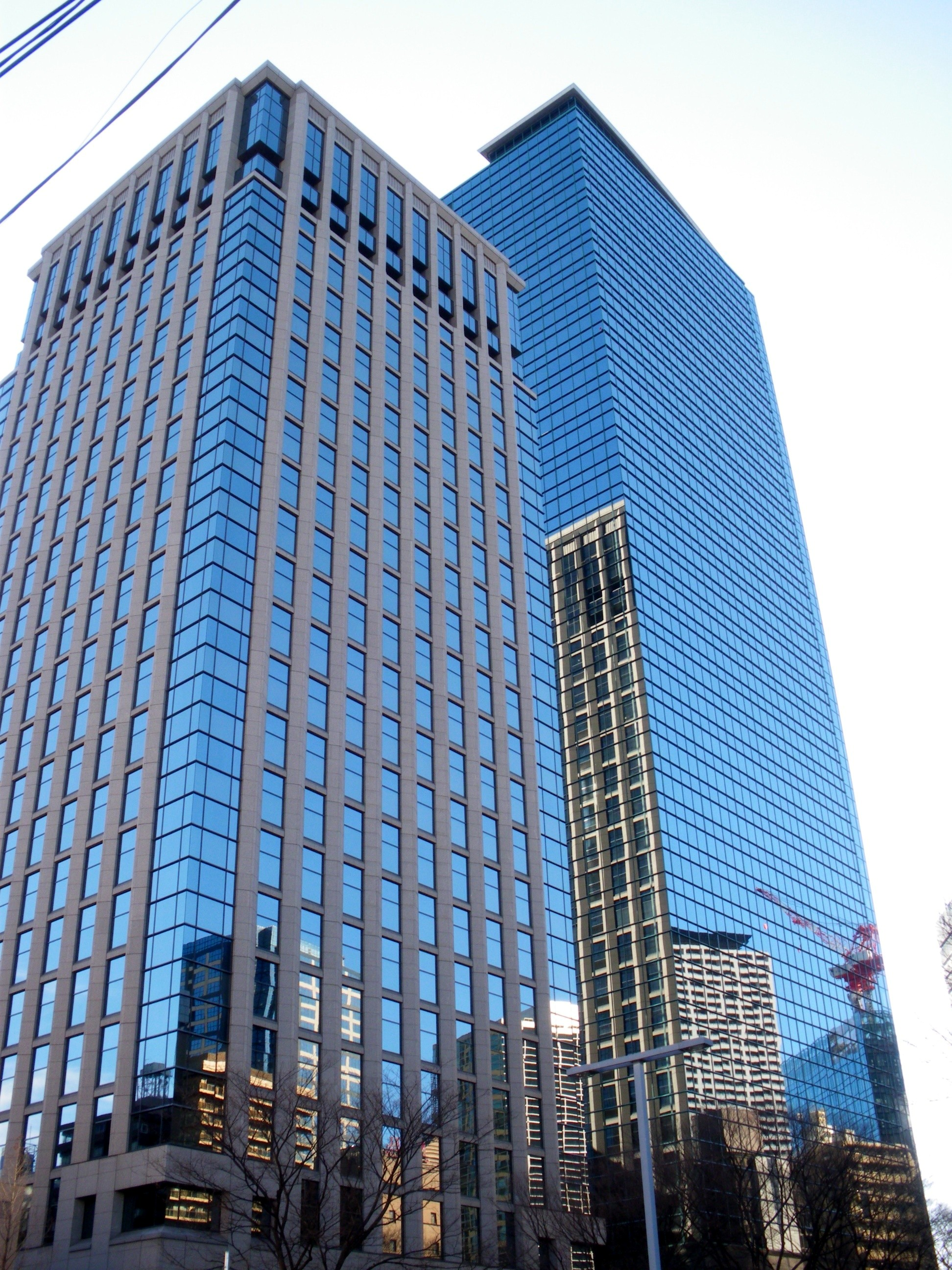
شينجوكو أوك سيتي (يسار ： 2002 ، يمين: 2003)
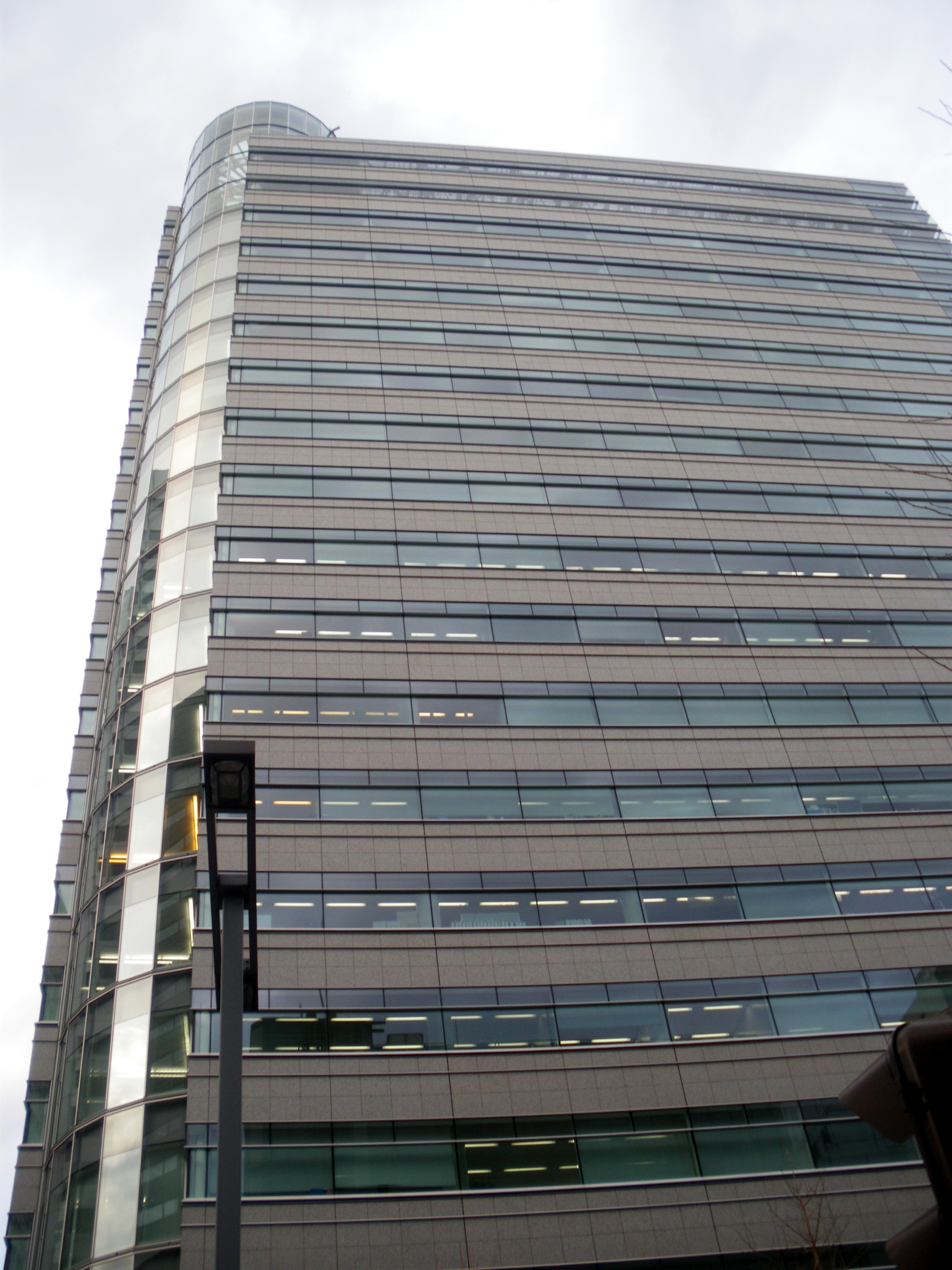
شينجوكو فيرست ويست (2003)
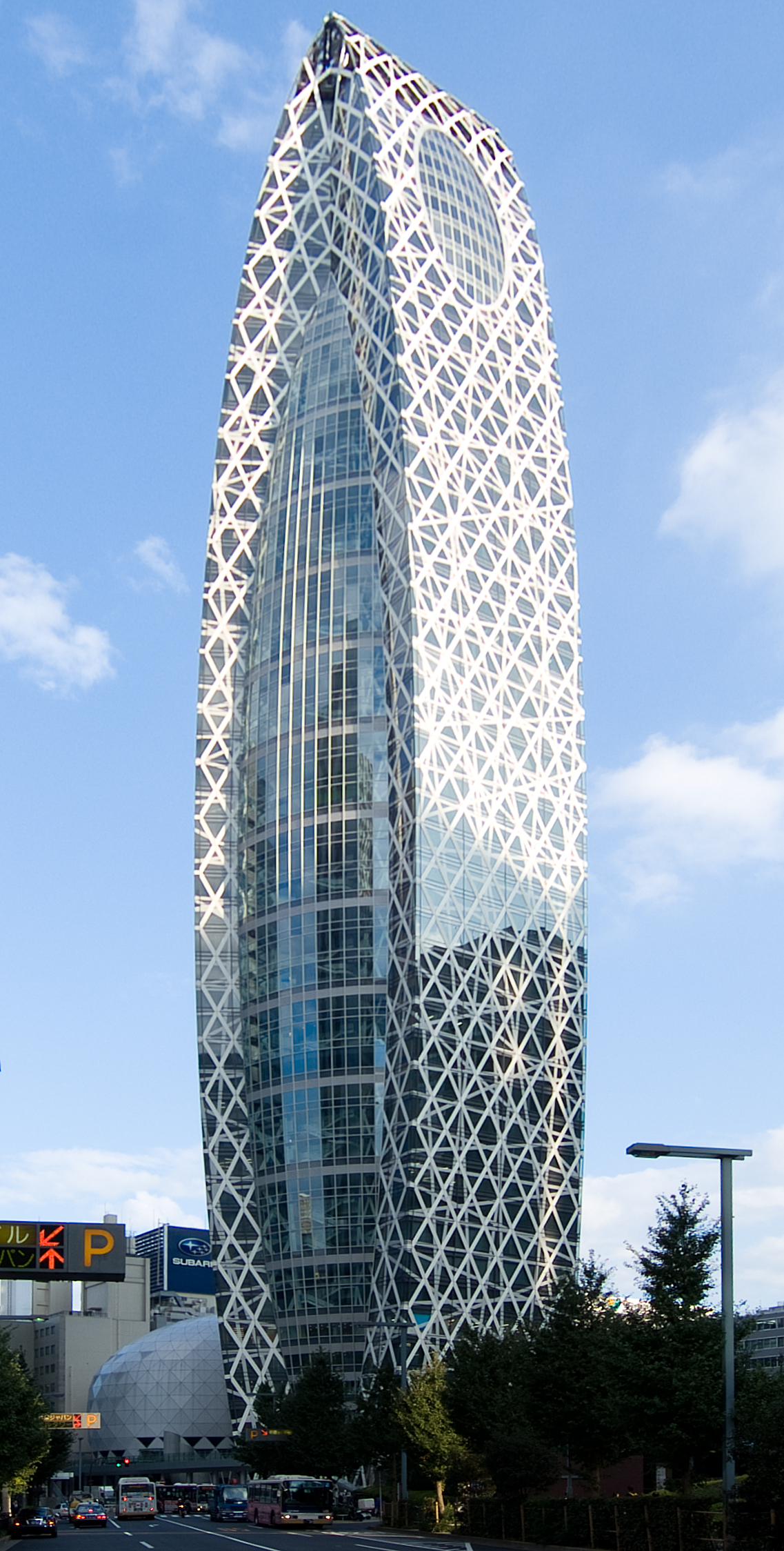
برج مود جاكوين كوكون (2008)